# The Valley Library
A The Valley Library (korábban William Jasper Kerr Könyvtár) az Oregoni Állami Egyetem főkönyvtára az Amerikai Egyesült Államok Oregon államának Corvallis városában. Az 1887-ben megnyílt létesítmény 1918-tól a mai Kidder épületben működött, új helyére 1963-ban költöztették, mai nevét pedig 1999-ben vette fel. Névadója F. Wayne Valley filantróp, az egyetem amerikaifutball-játékosa.
Az egyetemnek három könyvtára van. A főkönyvtár állománya 1,4 millió kötetből (közte 14 ezer könyvsorozatból és félmillió térképből) áll, valamint szövetségi tárolókönyvtárként kormányzati dokumentumokat is megőriz. Hatszintes, neoklasszicista épülete vörös téglával burkolt, a keleti oldalon két szintes átriumot magában foglaló körfolyosó épült.

## Története

### Kezdetek
Az oregoni törvényhozás 1876-ban ezer dollárt adott az egyetemnek könyvvásárlásra. 1887-ben megalapították a könyvtárat, melynek első könyvtárosa 1990-ben May Warren lett. Gyűjteménye 1893-ban 1950, 1900-ban pedig ötezer példányból állt. Kezdetben évi nyolcezer kötetet kölcsönöztek. 1908-ban Ida Kidder lett a könyvtáros. 1909-ben a gyűjtemény nagysága tízezer, 1918-ra 36 478 kötetre nőtt. 1922-ben 73 ezer kötete volt.
1940-re már 130 ezer kötete volt, köztük Ranulf Higden 1642-ben nyomtatott Polychroniconja, illetve John Baskerville 1769-es Bibliája.

### Új épület
1917-ben az egyetem 65 ezer dollárt kapott az egy évvel később átadott, John V. Bennes által tervezett könyvtárépületre (korábban a mai Benton épület emeletén működött). A könyvek átszállítására ideiglenes rácsozat épült. Az új létesítményben kezdetben tantermek is voltak, de egy évtizeddel később már csak a könyvtár használta.
1940-ben Bennes új szárnyat tervezett, amit egy évvel később adtak át; ezzel a háromszintes épület 7100 négyzetméteresre bővült. Olvasótermei kezdetben kétszintesek voltak, de az 1950-es években ezeket egyszintesre alakították át. Bennes az ellenkező oldalra még egy szárnyat tervezett, de az soha nem épült meg.

### Nagyobb adományok és események
1929-ben az olvasóteremben elhelyezték a J. Leo Fairbanks öregdiák, a művészeti tanszék vezetője által adományozott falfestményt. 1932-től Mary J. L. McDonald több részletben összesen tízezer dollár értékű könyvet adományozott, 1936-ban pedig a munkaügyi hivatal támogatásával díszes boltív épült. 1947 decemberében William H. Galvani hagyatékából 15 ezer dollár értékű könyvet kaptak.
1945 októberében a Civil War amerikaifutball-mérkőzés során az épületet több másikkal együtt megrongálták.

### Kerr Könyvtár
1943-ra gyűjteménye 193 479 kötetre nőtt. 1954-ben felvette a leghosszabb ideig hivatalban lévő rektor, valamint az Oregoni Egyetemrendszer első kancellárja, William Jasper Kerr nevét.
1960-ban 19 ezer dollár támogatást kaptak egy 2,17 millió dolláros beruházás megtervezésére. A Hamlin & Martin által tervezett létesítmény az 1962. május 1-jei alapkőletételig 2,4 millióra drágult. Kivitelezője a Shields Construction Company volt. Az új, négyszintes létesítményt 1963-ban adták át a Jefferson utcán, 1970–1971-ben pedig további két szinttel bővítették. A régi épületet Ida Mae Kidder könyvtáros után Kidderre nevezték át és 1964-ben átépítették (korábban a mai Fairbanks épületet hívták Kiddernek). 1968-ra a gyűjtemény félmilliósra nőtt.
1954-től könyvtárosa Rodney K. Waldron, igazgatója Melvin R. George volt; éves költségvetése ekkor 4,5 millió dollár volt és 72 személyt alkalmazott. 1986-ban Linus Pauling adományainak új terem épült.

### A jelenlegi könyvtár
1993-ban gyűjteménye 1 275 473 kötetből állt, az 1999-ben befejezett átépítést követően pedig felvette mai nevét. A Library Journal az egyetemi könyvtárak közül elsőként az év könyvtárának választotta.
2010 márciusától a személyzet a könyvtárhasználókkal szöveges üzenetekben kommunikált, valamint Amazon Kindle e-könyvolvasókat kölcsönöztek. A 24 órában nyitva tartó számítógépes laboratóriumok éjszakai bezárása miatt a hallgatói önkormányzat kezdeményezésére és az egyetemi műszaki alap finanszírozásából az év áprilisában vasárnaptól csütörtökig 24 órás nyitva tartást vezettek be.

## Létesítménye
Hatszintes épületének keleti oldalán körfolyosó épült, melyben kétszintes átrium található. Külső homlokzata vörös téglával burkolt, valamint alumínium árnyékolók találhatók rajta. Belterében beton és acél támasztékokat építettek ki.
A mélyföldszinten kávézó és tantermek, a földszinten kölcsönző- és információs pult, médiastúdió, számítógépek, valamint 3D-nyomtató találhatók. 2017 őszén a Waldo épületből ideköltöztették az írói szobát. Az első emeleten térképek, kormányzati dokumentumok, mikrofilmek, valamint vegyészeti gyakorlólaboratórium találhatók. A második emeleten irodák és az egyetemi webszerver, a harmadikon pedig az egyetemi levéltár és a különgyűjtemények találhatók. A legfelső, a többihez képest harmadával kisebb területű szinten mesterképzési tanulószobák vannak.
Az északra fekvő 1,1 hektáros terület 2008-ban bekerült a történelmi helyek jegyzékébe. A 2001-ben épült, H. Dean Papé nevét viselő toronyban öt harang található.

## Különgyűjteményei
A Valley Library Ava Helen Pauling és Linus Pauling különgyűjteményében 4111 könyv és 2230 doboznyi egyéb dokumentum található. Megtalálható még a nukleáris energia történetét bemutató és az időszámítás előtt 2000-ből származó tárgyakat tartalmazó McDonald különgyűjtemény. Vannak történeti gyűjteményei, terménykatalógusai, illetve kétszázezer, az egyetem történetéhez kapcsolódó dokumentuma. Itt található az Oregon sörfőzésének történetét bemutató különgyűjtemény is.
A levéltár Bernard Malamud, William Appleman Williams, Milton Harris, Paul Emmett, David P. Shoemaker, Ewan Cameron, Fritz Marti, Eugene Starr és Roger Hayward dokumentumait is tartalmazza. A könyvtárban az állam költségvetésének megfelelően összesen 120 műtárgy van kiállítva, amit az intézmény az állami művészeti bizottsággal közösen választott ki.

## Felépítése
A The Valley Library mellett a Cascades campuson és a Hatfield Tengertudományi Központban is található könyvtár. A könyvtári hálózat igazgatója Anne-Marie Deitering.
A könyvtáraknak összesen 120 alkalmazottjuk (köztük 23 könyvtáros) van. Gyűjteményük 1,6 millió kötetből, köztük 16 992 könyvsorozatból, 2,1 millió mikrofilmből 3849 e-könyvből áll. A The Valley Library 1907 óta szövetségi tárolókönyvtárként kormányzati dokumentumokat is tárol. A három könyvtár költségvetése összesen 10,8 millió dollár. Hetente 347 ezer példányt kölcsönöznek (ebből 24 ezret könyvtárközi kölcsönzéssel), és harmincnégyezer látogatójuk van.

## Fordítás
- Ez a szócikk részben vagy egészben  a   The Valley Library című angol Wikipédia-szócikk ezen változatának fordításán alapul.  Az eredeti cikk szerkesztőit annak laptörténete sorolja fel. Ez a jelzés csupán a megfogalmazás eredetét és a szerzői jogokat jelzi, nem szolgál a cikkben szereplő információk forrásmegjelöléseként.